# Bergenia grubolistna
Bergenia grubolistna (Bergenia crassifolia (L.) Fritsch) – gatunek byliny należący do rodziny skalnicowatych. Występuje w stanie dzikim w górach Ałtaj i południowo-wschodniej Syberii, nad Bajkałem i na Sajanach. W Polsce jest uprawiany.

## Morfologia
ŁodygaWzniesiona, gruba, bezlistna (tzw. głąbik), o wysokości do 50 cm. Pod ziemią grube kłącze.
LiścieZmienne, eliptyczne lub sercowate, duże, mięsiste, zimozielone.
KwiatyW baldachach, różowe, purpurowoczerwone lub białe. Mają dzwonkowaty, 5-łatkowy kielich, 5-płatkową koronę o długości do 1 cm, 1 słupek i 10 pręcików.
OwocDwukomorowa torebka.

## Zastosowanie
- Roślina ozdobna:
  - Pielęgnacja: roślina niewymagająca. Rośnie na każdej przepuszczalnej glebie. Mrozoodporność zupełna.
  - Rozmnażanie: przez sadzonkowanie odcinków kłączy lub podział bryły korzeniowej.
- Roślina uprawna: uprawiana za względu na bogate źródło kwasu galusowego i glikozyd arbutynę.